# Allium fistulosum
La cipolla d'inverno (Allium fistulosum L., 1753), detta anche cipolletta, cippolletta o cipollotto, è una pianta della famiglia Amaryllidaceae.

## Tassonomia
La specie è descritta da Linneo e pubblicata per la prima volta in Species Plantarum nel 1753.
In base alla recente classificazione APG III, la cipolla d'inverno appartiene alla famiglia delle Amaryllidaceae (ex Alliaceae)

## Descrizione
Originaria dell'Asia centrale, Cina nord-occidentale, Asia orientale o Siberia, Allium fistulosum è una pianta erbacea perenne, sempreverde in climi temperati e annuale in quelli rigidi, che forma cespugli alti fino a una quarantina di centimetri e larghi fino a mezzo metro.
La cipolla d'inverno si differenzia dalla cipolla:
- per gli scapi fiorali più corti. Mostra infiorescenze ombrelliformi di forma sferica (dai 2 ai 7 cm di diametro[13]), con fiori viola, e piccoli semi neri simili a quelli della cipolla[9].
- per i bulbi più piccoli, che sono oblungo-ovoidei, non troppo più larghi dello stelo[13], leggermente asimmetrici, bianchi o rosa e di norma proliferi.
- per le foglie, che si sviluppano in cespi dal bulbo e sono fistolose (ovvero cave[14], da cui il nome scientifico) di color verde scuro con sfumature di blu[2] (verde glauco).

Ne esistono varie cultivar, che si caratterizzano per la resistenza al freddo, il colore della buccia (rossa o bianca) e la larghezza dei gambi. Alcuni ibridi sterile sono stati ottenuti incrociando la specie con altre del suo genere, in particolare la cipolla.

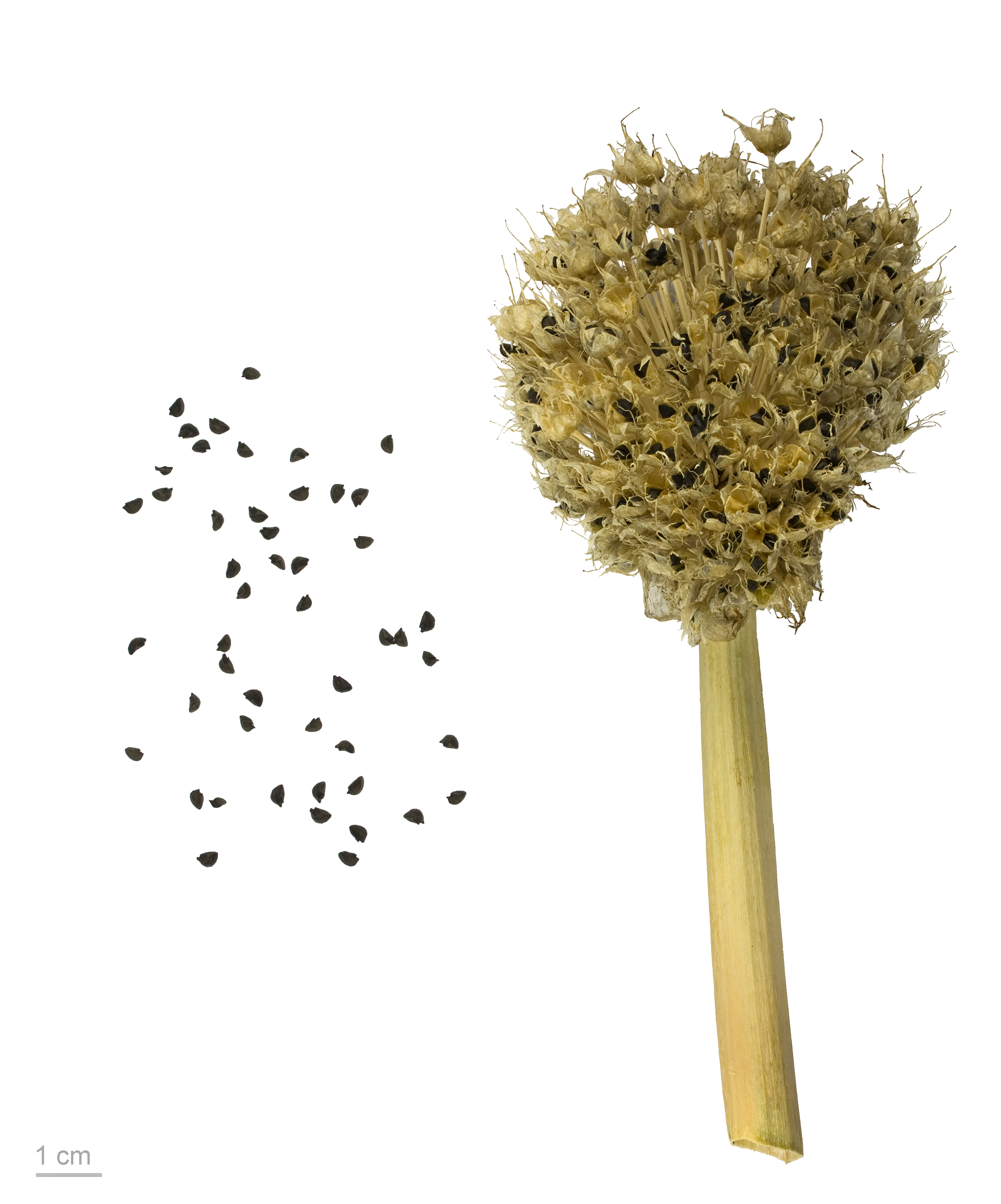
Campione di Allium fistulosum conservato presso il Museo di storia naturale di Tolosa
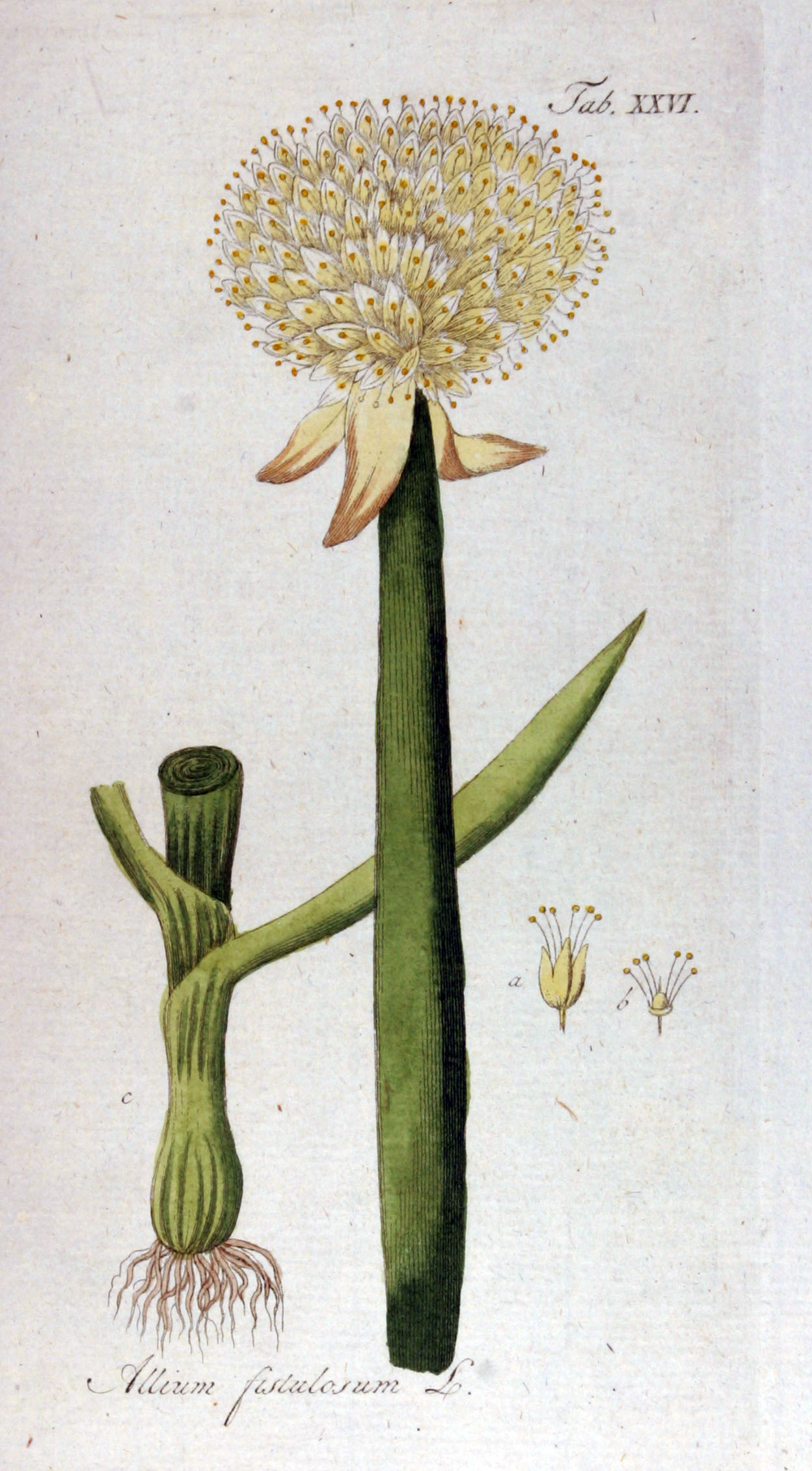
disegno del botanico Adolphus Ypey (1813)
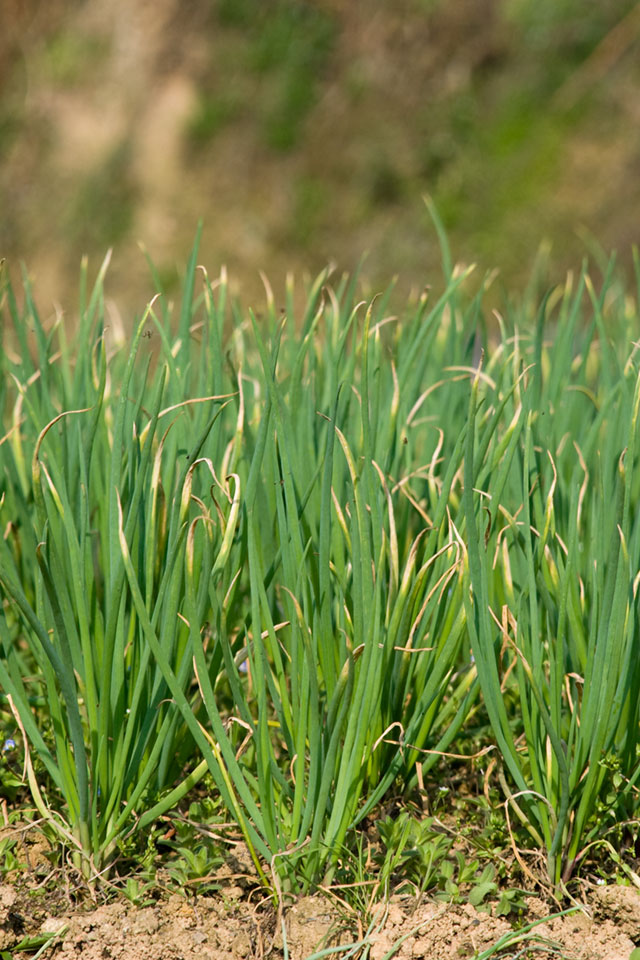
Campo di cipolle d'inverno nella provincia del Guizhou, in Cina

## Traduzione in altre lingue
In inglese viene indicata come Welsh onion (dove l'aggettivo Welsh non significa gallese, ma mantiene il significato originale dell'anglo-sassone welisc, straniero), Japanese bunching onion (cipolla a fascio giapponese), e i più ambigui green onion, salad onion, spring onion (in inglese britannico) scallion (in inglese USA), escallion (in Inglese giamaicano), anche se questi termini si possono riferire anche a altre piante dello stesso genere.
In francese i suoi nomi comuni sono ciboule, cive, oignon d'Espagne (cipolla di Spagna), chiboule o ail fistuleux (aglio fistoloso). Viene indicata sotto i nomi di Schnittzwiebel (cipolla tagliata), Winterzwiebel (cipolla di inverno) o Frühlingszwiebel (cipolla di primavera) in tedesco, di cebolleta in spagnolo e di cebolla china (cipolla cinese) in Perù, 蔥 (pinyin: cōng ; pronunciato « tsong » in tono elevato) in cinese, negi (葱 / ネギ?) in giapponese e 파 (pa) in coreano.

## Coltivazione
Sebbene in Europa la cipolla d'inverno sia soprattutto una pianta ornamentale, in altre aree del mondo è coltivata principalmente a scopo alimentare, ma non è mai divenuta un vero prodotto industriale, ed è principalmente prodotta in loco e consumata fresca.
Attestata in Cina fin dal II secolo a.C. e in Giappone dal VI secolo d.C., la sua area di coltivazione principale si estende attualmente dall'Indonesia fino alla Siberia. Risulta anche molto diffusa in Africa, nelle aree attorno al fiume Congo e negli stati che si affacciano sul Golfo di Guinea.
Si tratta di una specie rustica, adatta a tutti i climi (resiste al gelo, se opportunamente protetta, ma cresce bene anche ai tropici), che in genere cresce raramente allo stato spontaneo, e si adatta bene alla coltura in vaso, sui terrazzi
Richiede un suolo fresco e friabile, leggermente acido e ben drenabile, ma in generale si adatta meglio a qualsiasi tipo di suolo rispetto alla cipolla.
Si moltiplica per semina, per divisione dei cespi o tramite bulbo. I semi si piantano in primavera a dimora (fine marzo, inizio aprile) o i bulbi in autunno. Nessun trattamento pregerminativo è necessario. Se si piantano i semi, la raccolta avviene l'anno successivo quando si formano dei cespi. A lato delle piante che montano a seme, inutilizzabili per il consumo, se ne formano altre che possono essere raccolte. Ogni tanto è opportuno estirpare i cespi e ripiantare le migliori piante a 25 cm di distanza l'una dall'altra, rincalzando periodicamente le file.
Varietà più adatte ai climi rigidi tendono a perdere le foglie in inverno.
Fra i suoi parassiti più comuni compaiono tripidi, la mosca della cipolla (Delia antiqua), la falena porro (Acrolepiopsis assectella).
In colture commerciali, la raccolta viene fatta tirando i ciuffi ed i cipollotti sono venduti in fasci.

## Conservazione
La cipolla d'inverno deve essere consumata fresca, perché non può essere essiccata. Le foglie si congelano facilmente.

## In cucina
Spesso viene cotta (in fritti, zuppe e minestre), anche se è consigliato non in modo eccessivo, ma può essere utilizzata cruda (comprese le foglie) per insaporire un piatto dopo la cottura come si farebbe con l'erba cipollina o per la preparazione di insalate. Le sue foglie aromatiche sono consumate sia come condimento che in insalata; come quelle di altre specie possono essere servite ripiene di fiocchi di latte.

### Russia
Il bulbo è usato tagliato o tritato, come condimento o al posto della cipolla.

### Estremo oriente
È particolarmente amato in estremo oriente (Cina, sud-est asiatico), dove è secondo per importanza soltanto alla cipolla, venendo impiegato in piatti a base di pasta, riso fritto, carne in wok, insalate, zuppe. Serve anche, tritato e servito in frittelle, come accompagnamento all'anatra alla pechinese.

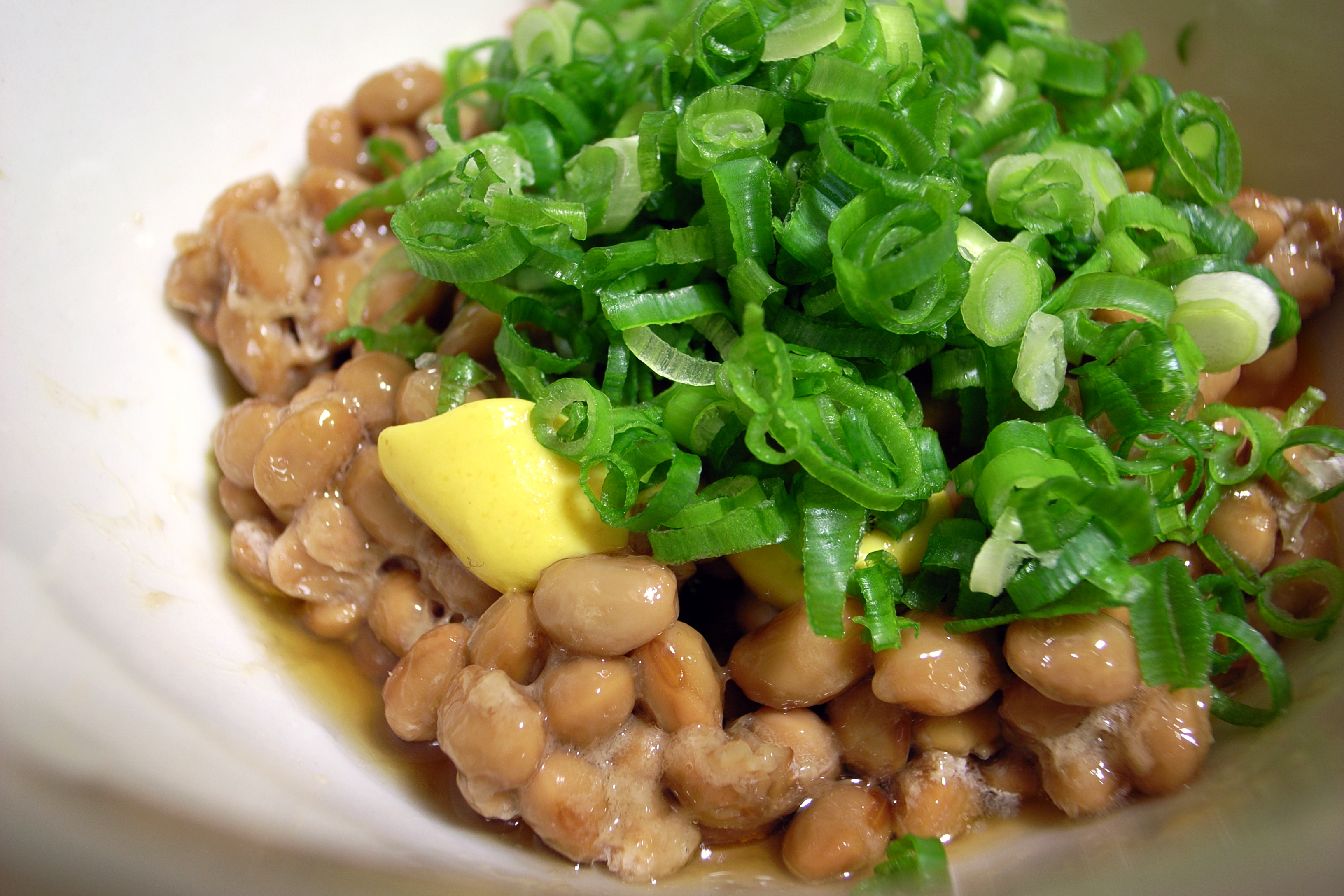
Negi tagliato a fettine guarnisce il nattō con karashi e salsa di soia

#### Giappone
In Giappone, dove viene chiamata negi, la cipolla d'inverno è un ingrediente della zuppa misoshiru, del negimaki (involtini di carne di vitello e cipolla), e spesso è utilizzata affettata come condimento in svariati piatti tra i quali teriyaki, takoyaki, zaru soba, nattō e tofu. È l'ingrediente principale del negiyaki, una versione più fina dell'okonomiyaki in cui il cavolo viene sostituito dal negi.

## Utilizzi terapeutici
Possiederebbe proprietà antiscorbutiche, antisettiche, bechiche, ipoglicemizzanti, diuretiche, espettoranti e lassative.
In Cina è un ingrediente della medicina tradizionale.